# 片岡みちる
片岡 みちる（かたおか みちる、1966年8月2日 - ）は、日本の漫画家。大阪府出身。徳島県在住。血液型はB型。

## 経歴・人物
1986年、『なかよしデラックス』2月号に掲載の「HINKETSU（ひんけつ）☆ぱにっく」でデビュー。同作品で第1回なかよし新人まんが賞佳作を受賞。
デビュー後は講談社の『なかよし』、『るんるん』などを中心に活動。『なかよし』の読者投稿コーナー「ちゃめっこくらぶ」のイラストを長年にわたって担当。
1997年、テレビアニメ『夢のクレヨン王国』の主役であるシルバー王女の旅姿のデザインを行うと共に、コミカライズを『なかよし』に連載するも、1998年8月号を最後に体調不良のため中断となる。
『夢のクレヨン王国』以降メジャー誌での作品発表はなく、2005年8月現在は、宙出版を中心にゲームアンソロジーコミックや同人誌などの執筆を行っている。同人誌では一時期CHIHOというペンネームを用いていたが、現在は商業誌と同じ片岡みちるの名前に統一している。

## 作品リスト
- 夢のクレヨン王国
  - みつあみ四重奏（カルテット）（第3巻に収録）
- さくらんぼねむり姫
- しましましっぽ
- わんだ〜・わ〜るど
- トゥインクルきゃっと
- 月うさぎたまご姫
- うしろのはてな

## 単行本リスト
- トゥインクルきゃっと（講談社）
  1. 1989年1月、ISBN 4-06-178626-1
  2. 1990年3月、ISBN 4-06-178656-3
- 月うさぎたまご姫 - 講談社、1991年3月、ISBN 4-06-178683-0
- わんだ〜・わ〜るど（講談社）
  1. 1992年4月、ISBN 4-06-178715-2
  2. 1992年9月、ISBN 4-06-178728-4
- うしろのはてな - 講談社、1993年5月、ISBN 4-06-178747-0
- しましましっぽ - 講談社、1994年7月、ISBN 4-06-178782-9
- さくらんぼねむり姫 - 講談社、1995年5月、ISBN 4-06-178805-1
- 夢のクレヨン王国（講談社）
  1. 1998年1月、ISBN 4-06-178880-9
  2. 1998年6月、ISBN 4-06-178889-2
  3. 1998年12月、ISBN 4-06-178905-8